# 可竹軒周聡
可竹軒 周聡（かちくけん しゅうそう）は、戦国時代の僧。細川紀伊守可竹軒とも。出自は不明だが、阿波細川家出身であると考えられる。三好政長、木沢長政とともに細川晴元の御前衆であった。

## 概要
細川京兆家の当主であった細川澄元は永正17年（1520年）6月10日に病没し、子の晴元は7歳で家督を継承していた。そのため、周聡は若い晴元を補佐し、奉行人に対して書状を発給していた。この頃、晴元は周聡に対し、書状の中で敬語を使っている。
大永8年（1528年）には、三好元長による細川高国との和睦案に柳本賢治や三好政長とともに反対している。
享禄3年（1530年）には柳本賢治と松井宗信が晴元と義晴の和睦を画策するも、周聡が反対したことで挫折した。
『本福寺明宗跡書』によれば、天文2年（1533年）2月9日に、本願寺勢が堺を襲撃した際に討死したとされる。